# Тиристор
Тири́стор (от ТИРатрон + транзИСТОР) — полупроводниковый прибор, выполненный на основе монокристалла полупроводника с тремя или более p-n-переходами и имеющий два устойчивых состояния:
- «закрытое» состояние — состояние низкой проводимости;
- «открытое» состояние — состояние высокой проводимости

Тиристор с тремя электрическими выводами — анодом, катодом и управляющим электродом — называется тринистором. Основное применение тринисторов — это управление мощной нагрузкой с помощью слабого сигнала, подаваемого на управляющий электрод.
В двухвыводных приборах — динисторах — переход прибора в проводящее состояние происходит, если напряжение между его анодом и катодом превысит напряжение открывания.
Тиристор можно рассматривать как электронный выключатель (ключ). Также тиристоры применяются в ключевых устройствах, например, силового электропривода.
Существуют различные виды тиристоров, которые подразделяются, главным образом:
- по способу управления;
- по проводимости:
  - тиристоры, проводящие ток в одном направлении (примеры: несимметричные динисторы и несимметричные тринисторы);
  - тиристоры, проводящие ток в двух направлениях (примеры: симметричные динисторы и симисторы — симметричные тринисторы).

Вольт-амперная характеристика (ВАХ) тиристора нелинейна и показывает, что сопротивление тиристора отрицательное дифференциальное. По сравнению, например, с транзисторными ключами, управление тиристором имеет некоторые особенности. Переход тиристора из одного состояния в другое в электрической цепи происходит скачком (лавинообразно) и осуществляется внешним воздействием на прибор: либо напряжением (током), либо светом (для фототиристора). После перехода тиристора в открытое состояние он остаётся в этом состоянии даже после прекращения управляющего сигнала. Тиристор остаётся в открытом состоянии до тех пор, пока протекающий через него ток превышает некоторую величину, называемую током удержания.

## Устройство и основные виды тиристоров
Устройство тиристоров показано на рис. 1. Тиристор состоит из четырёх полупроводников (слоёв), соединённых последовательно и различающихся типами проводимости: p‑n‑p‑n. p‑n‑переходы между проводниками на рисунке обозначены как «J1», «J2» и «J3». Контакт к внешнему p‑слою называется анодом, к внешнему n‑слою — катодом. В общем случае p‑n‑p‑n‑прибор может иметь до двух управляющих электродов (баз), присоединённых к внутренним слоям. Подачей сигнала на управляющий электрод производится управление тиристором (изменение его состояния).
Прибор, не содержащий управляющих электродов, называется диодным тиристором или динистором. Такие приборы управляются напряжением, приложенным между основными электродами.
Прибор, содержащий один управляющий электрод, называют триодным тиристором или тринистором (иногда просто тиристором, хотя это не совсем правильно). В зависимости от того, к какому слою полупроводника подключён управляющий электрод, тринисторы бывают управляемыми по аноду и по катоду. Наиболее распространены последние.
Описанные выше приборы бывают двух разновидностей: пропускающие ток в одном направлении (от анода к катоду) и пропускающие ток в обоих направлениях. У последних ВАХ симметрична, поэтому соответствующие приборы называются симметричными. Симметричные приборы изготавливаются из пяти слоёв полупроводников. Симметричный тринистор называется также симистором или триаком (от англ. TRIAC — triode for alternating current). Следует заметить, что вместо симметричных динисторов часто применяются их схемотехнические аналоги, в том числе и интегральные, обладающие обычно лучшими параметрами.
Тиристоры, имеющие управляющий электрод, делятся на запираемые и незапираемые. Незапираемые тиристоры не могут быть переведены в закрытое состояние (что отражено в их названии) с помощью сигнала, подаваемого на управляющий электрод. Такие тиристоры закрываются, когда протекающий через них ток становится меньше тока удержания. На практике это обычно происходит в конце полуволны сетевого напряжения.

## Вольт-амперная характеристика тиристора
Типичная ВАХ тиристора, проводящего в одном направлении (с управляющими электродами или без них), приведена на рис. 2. Описание ВАХ:
- кривая ВАХ на участке, ограниченном прямоугольником с координатами вершин (0;0) и (VBO;IL) (нижняя ветвь), соответствует высокому сопротивлению прибора (прямому запиранию прибора);
- точка (VBO;IL) соответствует моменту включения тиристора (переключению динистора во включённое состояние);
- кривая ВАХ на участке, ограниченном прямоугольником с координатами вершин (VBO;IL) и (VH;IH), соответствует переключению прибора во включённое состояние (неустойчивая область). Судя по тому, что кривая имеет S‑образную форму, можно сделать вывод о том, что сопротивление тиристора отрицательное дифференциальное. Когда разность потенциалов между анодом и катодом тиристора прямой полярности превысит величину VBO, произойдёт отпирание тиристора (динисторный эффект);
- кривая ВАХ от точки с координатами (VH;IH) и выше соответствует открытому состоянию прибора (прямой проводимости);
- на графике показаны ВАХ с разными токами управления IG (токами на управляющем электроде тиристора): IG=0; IG>0; IG>>0. Чем больше ток IG, тем при меньшем напряжении VBO происходит переключение тиристора в проводящее состояние;
- пунктиром обозначена кривая ВАХ, соответствующая протеканию в цепи тока IG>>0 — так называемого «тока включения спрямления». При таком токе тиристор переходит в проводящее состояние при минимальной разности потенциалов между анодом и катодом. Для перевода тиристора в непроводящее состояние необходимо снизить ток в цепи анод-катод ниже тока удержания IH;[3]
- кривая ВАХ на участке от VBR до 0 соответствует режиму обратного запирания прибора;
- кривая ВАХ на участке от -∞ до VBR соответствует режиму обратного пробоя.

Вольтамперная характеристика симметричных тиристоров отличается от приведённой на рис. 2 тем, что кривая в третьей четверти графика (слева внизу) повторяет участки из первой четверти (справа вверху) симметрично относительно начала координат (см. ВАХ симистора).
По типу нелинейности ВАХ тиристор относят к S-приборам.

## Режимы работы триодного тиристора

### Режим обратного запирания
Два основных фактора ограничивают режим обратного пробоя и прямого пробоя:
1. лавинный пробой;
2. прокол обеднённой области.

В режиме обратного запирания к аноду прибора приложено напряжение, отрицательное по отношению к катоду; переходы J1 и J3 смещены в обратном направлении, а переход J2 смещён в прямом (см. рис. 3). В этом случае большая часть приложенного напряжения падает на одном из переходов J1 или J3 (в зависимости от степени легирования различных областей). Пусть это будет переход J1. В зависимости от толщины Wn1 слоя n1 пробой вызывается лавинным умножением (толщина обеднённой области при пробое меньше Wn1) либо проколом (обеднённый слой распространяется на всю область n1, и происходит смыкание переходов J1 и J2).

### Режим прямого запирания
При прямом запирании напряжение на аноде положительно по отношению к катоду и обратно смещён только переход J2. Переходы J1 и J3 смещены в прямом направлении. Большая часть приложенного напряжения падает на переходе J2. Через переходы J1 и J3 в области, примыкающие к переходу J2, инжектируются неосновные носители, которые уменьшают сопротивление перехода J2, увеличивают ток через него и уменьшают падение напряжения на нём. При повышении прямого напряжения ток через тиристор сначала растёт медленно, что соответствует участку 0-1 на ВАХ. В этом режиме тиристор можно считать запертым, так как сопротивление перехода J2 всё ещё очень велико. По мере увеличения напряжения на тиристоре снижается доля напряжения, падающего на J2, и быстрее возрастают напряжения на J1 и J3, что вызывает дальнейшее увеличение тока через тиристор и усиление инжекции неосновных носителей в область J2. При некотором значении напряжения (порядка десятков или сотен вольт), называется напряжением переключения VBF (точка 1 на ВАХ), процесс приобретает лавинообразный характер, тиристор переходит в состояние с высокой проводимостью (включается), и в нём устанавливается ток, определяемый напряжением источника и сопротивлением внешней цепи.

#### Двухтранзисторная модель тиристора
Для объяснения характеристик прибора в режиме прямого запирания используется двухтранзисторная модель. Тиристор можно рассматривать как соединение p-n-p транзистора с n-p-n транзистором, причём коллектор каждого из них соединён с базой другого, как показано на рис. 4 для триодного тиристора. Центральный p-n-переход действует как коллектор дырок, инжектируемых переходом J1, и электронов, инжектируемых переходом J3. Взаимосвязь между токами эмиттера {\displaystyle I_{E}}, коллектора {\displaystyle I_{C}} и базы {\displaystyle I_{B}} и статическим коэффициентом усиления по току {\displaystyle \alpha _{1}} p-n-p транзистора также приведена на рис. 4, где {\displaystyle I_{Co}} — обратный ток насыщения перехода коллектор-база.

Аналогичные соотношения можно получить для n-p-n транзистора при изменении направления токов на противоположное. Из рис. 4 следует, что коллекторный ток n-p-n транзистора является одновременно базовым током p-n-p транзистора. Аналогично коллекторный ток p-n-p транзистора и управляющий ток {\displaystyle I_{g}} втекают в базу n-p-n транзистора. В результате, когда общий коэффициент усиления в замкнутой петле превысит 1, оказывается возможным лавинообразный процесс увеличения тока через структуру, при этом напряжение на приборе становится равным порядка 1 В и ток ограничен только сопротивлением внешней цепи.
Ток базы p-n-p транзистора равен {\displaystyle I_{B1}=(1-\alpha _{1})\cdot I_{A}-I_{Co1}}. Этот ток также протекает через коллектор n-p-n транзистора.
Ток коллектора n-p-n транзистора с коэффициентом усиления {\displaystyle \alpha _{2}} равен {\displaystyle I_{C2}=\alpha _{2}\cdot I_{K}+I_{Co2}.}
Приравняв {\displaystyle I_{B1}} и {\displaystyle I_{C2}}, получим:
{\displaystyle (1-\alpha _{1})\cdot I_{A}-I_{Co1}=\alpha _{2}\cdot I_{K}+I_{Co2}.}
Так как {\displaystyle I_{K}=I_{A}+I_{g},} то:
{\displaystyle I_{A}={\frac {\alpha _{2}I_{g}+I_{Co1}+I_{Co2}}{1-(\alpha _{1}+\alpha _{2})}}.}
Это уравнение описывает статическую характеристику прибора в диапазоне напряжений вплоть до пробоя. После пробоя прибор работает как p-i-n-диод. Отметим, что все слагаемые в числителе правой части уравнения малы, следовательно, пока член {\displaystyle \alpha _{1}+\alpha _{2}<1,} ток {\displaystyle I_{A}} мал. Коэффициенты {\displaystyle \alpha _{1},}{\displaystyle \alpha _{2}} зависят от {\displaystyle I_{A}} и растут с увеличением тока вплоть до высоких его величин. Если {\displaystyle \alpha _{1}+\alpha _{2}=1,} то знаменатель дроби в приведённой формуле для анодного тока обращается в нуль, ток растёт и происходит прямой обратимый пробой (или включение тиристора).
Если полярность напряжения между анодом и катодом сменить на обратную, то переходы J1 и J3 будут смещены в обратном направлении, а J2 — в прямом. При таких условиях включение прибора не происходит, так как в качестве эмиттера носителей заряда работает только центральный p-n-переход и лавинообразный процесс нарастания тока становится невозможным.
Ширина обеднённых слоёв и энергетические зонные диаграммы в равновесии, в режимах прямого запирания и прямой проводимости показаны на рис. 5. При нулевом напряжении на приборе обеднённая область каждого перехода и контактные потенциалы определяются только профилем распределения примесей. Когда к аноду приложено положительное напряжение, переход J2 стремится сместиться в обратном направлении, а переходы J1 и J3 — в прямом. Падение напряжения между анодом и катодом равно алгебраической сумме падений напряжения на переходах: {\displaystyle V_{AK}=V_{1}+V_{2}+V_{3}}. При повышении напряжения возрастает ток через прибор и, следовательно, увеличиваются {\displaystyle \alpha _{1}} и {\displaystyle \alpha _{2}.}
Благодаря регенеративному характеру этих процессов прибор в конце концов перейдёт в открытое состояние. После включения тиристора протекающий через него ток должен быть ограничен внешним сопротивлением нагрузки, в противном случае при достаточно высоком токе тиристор выйдет из строя. Во включённом состоянии переход J2 смещён в прямом направлении (рис. 5, в), и падение напряжения {\displaystyle V_{AK}=V_{1}-|V_{2}|+V_{3}} приблизительно равно сумме напряжения на одном прямосмещенном p-n-переходе и напряжения коллектор-эмиттер насыщенного транзистора.
Двухтранзисторная модель используется не только для изучения и описания процессов, происходящих в тиристоре. Включение p-n-p и n-p-n реальных транзисторов по приведённой схеме является схемотехническим аналогом тиристора и иногда используется в электронной аппаратуре.

### Режим прямой проводимости
Когда тиристор находится во включённом состоянии, все три перехода смещены в прямом направлении. Дырки инжектируются из области p1, а электроны — из области n2, и структура n1-p2-n2 ведёт себя аналогично насыщенному транзистору с удалённым диодным контактом к области n1. Следовательно, прибор в целом аналогичен p-i-n (p+-i-n+)-диоду.

### Эффект dU/dt
При подаче напряжения прямой полярности на анод и катод тиристора со скоростью нарастания более некоторой критической {\displaystyle dU/dt>(dU/dt)_{\text{крит}}} произойдёт открытие p-n-p-n структуры даже без подачи открывающего тока в управляющий электрод. Этот эффект обусловлен паразитной ёмкостью между анодом и управляющим электродом, ток перезаряда этой ёмкости при нарастании анодного напряжения является открывающим в слой управляющего электрода. Данный эффект ограничивает использование тиристоров в высокочастотных схемах, но иногда применяется для управления тиристором в некоторых схемах. Параметр {\displaystyle (dU/dt)_{\text{крит}}} указывается в справочных данных на конкретную модель тиристора.

### Эффект di/dt
В момент открытия тиристора по управляющему электроду из-за неоднородностей в полупроводниковом кристалле прибора ток через структуру начинает протекать в некоторой, ограниченной по площади зоне. Площадь зоны протекания тока постепенно увеличивается и в конце концов ток начинает протекать через всю поверхность переходов. Если ток после открывания тиристора увеличивается очень быстро, то есть при {\displaystyle di/dt>(di/dt)_{\text{крит}}} то зона, где протекает ток, не «успевает» расшириться до всей площади переходов и поэтому в локальном месте начального протекания тока его плотность достигает значений, при которых возможно разрушение переходов в структуре из-за теплового пробоя и выход прибора из строя. Поэтому при использовании тиристоров следует ограничивать скорость нарастания тока. Параметр {\displaystyle (di/dt)_{\text{крит}}} является справочным и указывается в каталогах на каждую модель тиристора.

## Классификация тиристоров
По проводимости и количеству выводов:
- тиристор диодный (доп. название «динистор») — тиристор, имеющий два вывода:
  - тиристор диодный, не проводящий в обратном направлении;
  - тиристор диодный, проводящий в обратном направлении;
  - тиристор диодный симметричный (Диак);
- тиристор триодный (доп. название «тринистор») — тиристор, имеющий три вывода:
  - тиристор триодный, не проводящий в обратном направлении (доп. название «тиристор»);
  - тиристор триодный, проводящий в обратном направлении (доп. название «тиристор-диод»);
  - тиристор триодный симметричный (другое российское название — «симистор», англ. TRIAC[7]);
  - тиристор триодный асимметричный;
  - запираемый тиристор (дополнительное название «тиристор триодный выключаемый»).

Ранее тиристоры в российской литературе назывались «управляемыми диодами».

### Отличие динистора от тринистора
Принципиальных различий между динистором и тринистором нет, однако если открытие динистора происходит при достижении между выводами анода и катода определённого напряжения, зависящего от типа данного динистора, то в тринисторе напряжение открытия может быть специально снижено путём подачи импульса тока определённой длительности и величины на его управляющий электрод при положительной разности потенциалов между анодом и катодом, и конструктивно тринистор отличается только наличием управляющего электрода. Тринисторы являются наиболее распространёнными приборами из «тиристорного» семейства.

### Отличие тиристора триодного от запираемого тиристора
Переключение в закрытое состояние обычных тиристоров производят либо снижением тока через тиристор до значения Ih, либо изменением полярности напряжения между катодом и анодом.
Запираемые тиристоры, в отличие от обычных, могут переходить в закрытое состояния также и под воздействием тока управляющего электрода, то есть GTO-тиристоры (gate turn-off) управляемы по выключению.
Чтобы закрыть запираемый тиристор, необходимо через управляющий электрод пропустить ток противоположной полярности (относительно полярности, которая вызывала его открытие).

### Симистор
Симистор (симметричный тиристор) представляет собой полупроводниковый прибор, по своей структуре является аналогом встречно-параллельного включения двух тиристоров. Способен пропускать электрический ток в обоих направлениях.

## Характеристики тиристоров
Современные тиристоры изготовляют на токи от 1 мА до 10 кА; на напряжения от нескольких десятков вольт до нескольких киловольт; скорость нарастания в них прямого тока достигает 109 А/с, напряжения — 109 В/с, время включения составляет величины от нескольких десятых долей до нескольких десятков микросекунд, время выключения — от нескольких единиц до нескольких сотен микросекунд.
Примеры характеристик распространенных тиристоров:
- КУ202 (25-400 В, ток 10 А)
- MCR100 (100-600 В, 0,8 А)
- 2N5064 (200 В, 0,5 A)
- C106D (400 В, 4 А)
- TYN612 (600 В, 12 А)
- BT151 (800 В, 7,5-12 А)

Не все тиристоры допускают приложение обратного напряжения, сравнимого с допустимым прямым напряжением. Управляемая мощность через тиристор может доходить вплоть до 100 МВт.

## Применение
Тиристоры применяются в составе следующих устройств:
- электронные ключи;
- управляемые выпрямители;
- преобразователи (инверторы);
- регуляторы мощности (диммеры);
- электронное зажигание.